# Samsung Galaxy Note II
Il Samsung Galaxy Note II N7100/N7105/N7108, chiamato più comunemente Galaxy Note II, è uno smartphone candybar prodotto da Samsung, a partire dalla fine del 2012, e messo in vendita da novembre dello stesso anno. È disponibile in quattro colorazioni, grigio, bianco, marrone e blu. Fa parte della serie Samsung Galaxy, ed è il successore del Samsung Galaxy Note. 
La serie Note di Samsung, unica nel suo genere, è caratterizzata dalla presenza di un pennino estraibile che consente di scrivere e disegnare a mano libera sullo schermo, sfruttando la tecnologia Wacom.
A fine 2013 Samsung ha messo in commercio il suo successore, il Samsung Galaxy Note III.
È stato presentato da Samsung nell'agosto 2012 all'IFA di Berlino. Questa seconda versione del "phablet" (così chiamato perché un ibrido per dimensioni dello schermo, e funzioni, tra uno smartphone e un tablet), riprende le forme e le funzioni dello smartphone Samsung Galaxy S III aggiungendone però di nuove simili al tablet Samsung Galaxy Tab 2.
La commercializzazione è iniziata nell'ottobre del 2012.

## Caratteristiche tecniche

### Hardware
Il Galaxy Note II è dotato di un processore quad-core Exynos 4412 Quad da 1,6 GHz, 2GB di memoria RAM, HSDPA fino a 21 Mbit/s, (versione N7105) HSDPA fino a 42.2 Mbit/s, LTE fino a 100 Mbit/s, Wi-Fi a/b/g/n/ac. È considerato il dispositivo mobile top di gamma del 2012 insieme al Galaxy S III e al Samsung Galaxy Tab 2.
È dotato di un display HD Super AMOLED da 5,5 pollici con risoluzione di 1280 × 720 pixel con 267 ppi con tecnologia sviluppata da Wacom che permette il funzionamento della S-Pen.
La S-Pen ha subito cambiamenti sia estetici che funzionali. È più sottile ed ergonomica, e con un tasto nettamente migliorato rispetto alla prima versione della stessa. Ora, quando si avvicina il pennino a meno di un centimetro, comparirà un puntatore sul display che consente di avere una maggior precisione. Inoltre è sensibile alla pressione, quindi quando la pressione sarà maggiore, aumenterà anche la dimensione del tratto.
In Cina è stata commercializzata una versione Dual SIM del phablet in cui è supportata una SIM in dimensione standard e una micro.

### Software
Il Galaxy Note II è dotato di serie di Android Jelly Bean 4.1.1, ed è aggiornabile alla versione Jelly Bean 4.1.2; a novembre è iniziato il roll-out della versione Jelly Bean 4.3 nel mondo, infine è stato aggiornato a 4.4.2 KitKat.
È dotato di Interfaccia proprietaria Samsung TouchWiz Nature UX, utilizzata anche su Samsung Galaxy Tab 2, Samsung Galaxy Tab, Samsung Galaxy S III e tutti gli altri prodotti della serie Galaxy, più numerose applicazioni ottimizzate per l'uso con il pennino, come S Note.